# Parafia św. Michała Archanioła w Pance
Parafia św. Michała Archanioła w Pance – parafia rzymskokatolicka terytorialnie i administracyjnie znajdująca się w archidiecezji lwowskiej, w dekanacie Czerniowce. W parafii posługują ojcowie ze zgromadzenia księży misjonarzy. Według stanu na marzec 2024 proboszczem parafii był o. Mikołaj Dobra z parafii św. Anny w Starożyńcu, którego probostwo w tejże parafii wynika z zasad przynależności posługi. 